# Rosamunda

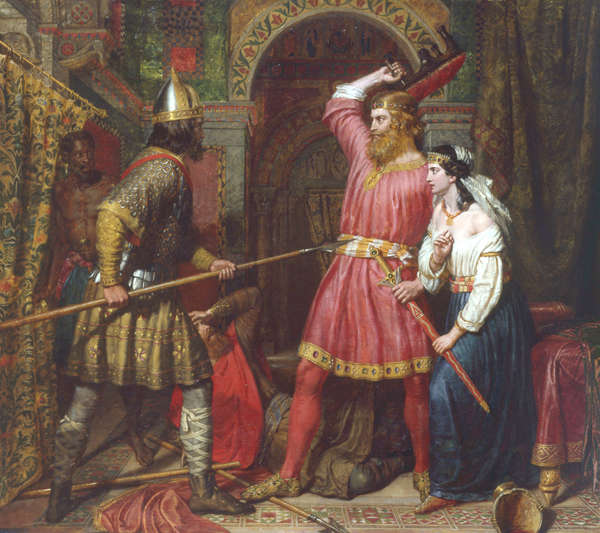
O Assassinato de Alboíno, Rei dos Lombardos por Charles Landseer (1856)

Rosamunda (fl. 572) era a filha de Cunimundo, o rei dos gépidas, e esposa de Alboíno, o rei dos lombardos.

## História
Rosamunda nasceu num reino em crise, pois o povo gépida vinha lutando - e perdendo - contra os lombardos desde 546, primeiro no contexto de uma aliança bizantino-lombarda e, posteriormente, contra os lombardos e seus novos aliados, os nômades túrquicos chamados ávaros. Estas guerras já haviam tirado a vida não apenas de seu avô, o rei Turisindo, mas também de seu tio, Turismundo, cujas mortes consolidaram um profundo ódio em relação aos lombardos em seu pai, Cunimundo, e também nela.

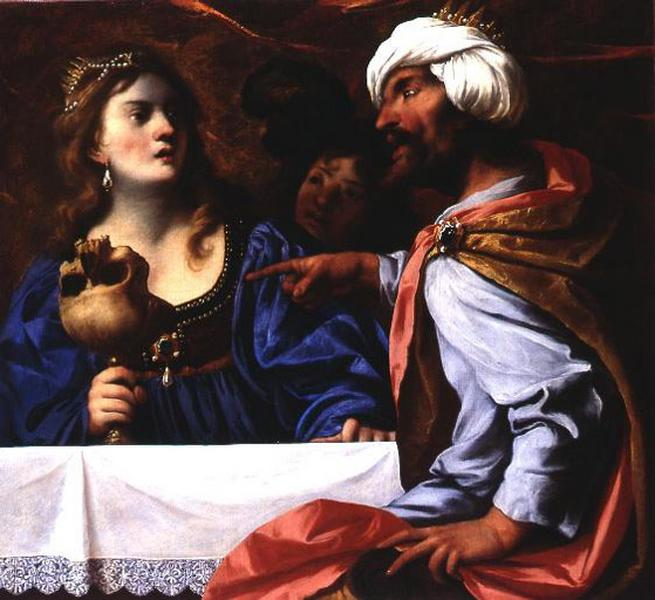
Rosamund forçada a beber do crânio de seu pai

Este ódio foi o que incitou a guerra final dos gépidas, pois Cunimundo tentou recuperar as terras há muito perdidas para os lombardos. A guerra, porém, rapidamente virou contra ele e, em 567, o Reino Gépida seria completamente subjugado por uma força mista de ávaros e lombardos. Seu pai foi decapitado e Rosamunda, juntamente com muitos outros conterrâneos, foi levada como prisioneira para a Lombardia. Porém, numa tentativa de assegurar um herdeiro varão após a morte de sua primeira esposa, Clotsuinda da Frância, Alboíno tomou-a como esposa. O rei lombardo ficou então infame pela crueldade que demonstrou para com ela: no mais conhecido ato, relatado por Paulo Diácono, Alboíno, num banquete real em Verona, a forçou a beber numa taça feita com a cabeça de Cunimundo que ele carregava no cinto, convidando-a a "beber alegremente com o pai"..
Depois disso, ela começou a conspirar contra o marido com o objetivo de matá-lo. Para isso, Rosamunda se encontrou com o portador das armas reais - e seu amante - Helmiques, que sugeriu que ela contratasse Peredeo, "um homem muito forte" para assassiná-lo. Peredeo se recusou a ajudar e, na mesma noite, fez amor inadvertidamente com Rosamunda, que estava disfarçada de criada. Após saber que ele havia cometido adultério com a esposa do rei, Peredeo finalmente concordou em participar com medo da vingança de Cunimundo. Após um grande banquete, Alboíno foi se deitar embriagado e Rosamunda ordenou que a espada do rei fosse presa ao pé da cama para que, se o rei acordasse no meio da tentativa de assassinato, ficasse indefeso. Alboíno de fato acordou e se viu desarmado. Ele conseguiu se desvencilhar de seus atacantes temporariamente com uma banqueta, mas foi morto em seguida. Em parte por conta da obra de Paulo Diácono, parece haver alguma confusão sobre quem na realidade matou Alboíno, sendo que tanto Helmiques quanto Paredeo aparecem como únicos assassinos. Porém, estudos recentes sugerem que o ato foi obra de mais de uma pessoa, incluindo entre elas os dois e um tal Elmisigilo. Imediatamente depois, Helmiques se casou com Rosamunda e tentou usurpar o trono reivindicando-o para si, mas não encontrou muito apoio entre os vários ducados do reino lombardo e, por isso, Rosamunda, Helmiques e a filha de Alboíno de seu primeiro casamento, Albsuinda, fugiram para o estado bizantino de Ravena com uma grande parte dos tesouros pessoais do rei. Após a fuga, Rosamunda tentou conseguir apoio se casando com o exarca de Ravena, Longino, que os havia ajudado a planejar o assassinato de Alboíno. A pedido de Longino, ela tentou matar seu antigo amante, Helmiques, envenenando com uma bebida. Porém, ela é que terminou sendo morta por ele, que a forçou a beber o veneno antes de cometer o suicídio da mesma forma.

## Influência cultural
A história de Rosamunda seria a inspiração para muitas tragédias posteriores, principalmente na Itália, onde a canção popular "Donna Lumbarda" passou de geração em geração pela tradição oral e, por sua vez, inspirou outras versões do conto. A primeira verdadeira tragédia, Rosmunda, de Giovanni Rucellai, foi encenada pela primeira vez em 1525 e serviria de base para muitas versões posteriores da história em italiano, como a obra de mesmo nome de 1783 por Vittorio Alfieri e uma peça de Sam Benelli de 1911. A conspiração para assassinar Alboíno também inspirou o filme de 1961-1962 "Rosmunda e Albuíno", também conhecido por "Espada do Conquistador" de Carlo Campogalliani.